# Le Vent des moissons
Pour le film, voir Le Temps des moissons.
Le Vent des moissons est une mini-série française en 7 épisodes de 90 minutes, réalisée par Jean Sagols, sur un scénario de Jean-Pierre Jaubert, Claudie Hirtz et Michel Picard, et diffusée à partir du 21 juillet 1988 sur TF1, puis rediffusée du 3 au 20 juillet 1995 sur TF1, en format de 50 minutes soit 13 épisodes.

## Synopsis
À « La Rose des vents », Alexandre Leclerc, veuf depuis 23 ans, vit heureux avec toute sa famille. Il est entouré de ses deux fils, l'un chirurgien, l'autre coureur cycliste dont il est très fier et de sa fille, mariée à Gérard, un négociant. Il est entouré également de sa sœur, Angelina, qui lui apporte son soutien. Mais les temps sont durs et il souhaite agrandir la propriété familiale.
Ça tombe plutôt bien : la petite Nicole Chatel qui possède de nombreuses terres est l'ex petite amie du cadet. Tout est alors manigancé pour faire retomber son fils cadet dans les bras de la belle Nicole. Malheureusement, le destin s'amuse et tout n'est pas si aisé. D'abord, Nicole ne souhaite pas être exploitée par ce grand patriarche et Sylvie, la fille d'Alexandre qu'on a chassée il y a 10 ans car elle était enceinte s'apprête à revenir à « La Rose des vents »....

## Distribution
- Annie Girardot : Angélina Leclerc
- Jacques Dufilho : Alexandre Leclerc
- Élisa Servier : Sylvie Leclerc
- Pascale Rocard : Nicole Châtel
- Gérard Klein : le Dr Liénard
- Bertrand Lacy : Maurice Leclerc
- Laure Duthilleul : Madeleine Darrigaud
- Alain Doutey : Gérard Darrigaud
- Jacques Serres : Jacques Leclerc
- Guy Chapelier : Alain Scossa
- Geneviève Fontanel : Yvonne Bouillette
- Aude Loring : Odile Leclerc
- Sophie de La Rochefoucauld : Marie-Claire
- Christian Rauth : Christophe
- Bruno Pradal : Jean-Claude Maugran
- Suzanne Legrand : Nathalie
- Lily Boulogne : la fille de la patiente morte sur la table d'opération
- Catherine Jacob : la copine de Nicole Chatel qui lui fait un masque
- Carole Varenne : l'assistante d'Alain Scossa
- Lionnel Astier : Truand

## Fiche technique
- Chanson du générique interprétée par Fabienne Thibeault

## Récompenses
- Sept d'or 1989 : Meilleure comédienne pour Annie Girardot

## Commentaires
Le Vent des moissons est historiquement la première saga de l'été francophone de la télévision française.
Jean Sagols, après avoir réalisé des téléfilms ou des épisodes de séries comme Marie-Pervenche, s'attaque ici à un genre qui ne le quittera plus, la mini-série. Pari réussi. Cette mini-série captive des millions de français pendant l'été 1988. Annie Girardot et Jacques Dufilho campent des paysans plus vrais que nature. La saga de l'été naît avec toutes ses ficelles : secrets de familles, rancœurs...